# Église Saint-Marc de Belgrade
Pour les articles homonymes, voir Église Saint-Marc.
L'église Saint-Marc de Belgrade (en serbe cyrillique : Црква Светог Марка у Београду ; en serbe latin : Crkva Svetog Marka u Beogradu) est une église orthodoxe serbe située à Belgrade, la capitale de la Serbie, dans la municipalité de Palilula. Elle est inscrite sur la liste des monuments culturels protégés de la république de Serbie (identifiant no SK 133) et sur la liste des biens culturels de la ville de Belgrade.

## Localisation
L'église est située dans le parc de Tašmajdan, non loin de l'Assemblée nationale.

## Architecture
L'église Saint-Marc, située 17 Bulevar kralja Aleksandra (le « Boulevard roi Alexandre »), a été construite de 1931 à 1940 par les architectes Petar et Branko Krstić. Avec ses dômes et ses arcades en plein-cintre, elle est caractéristique de l'architecture serbo-byzantine telle qu'elle se développa à Belgrade à la fin du XIXe siècle et au début du XXe siècle et telle qu'on peut la voir, par exemple, dans l'église Saint-Sava. Cette architecture vernaculaire rappelle les églises orthodoxes du Serbie médiévale ; c'est ainsi que l'église Saint-Marc est inspirée par celle du monastère de Gračanica (XIVe siècle)[réf. nécessaire].

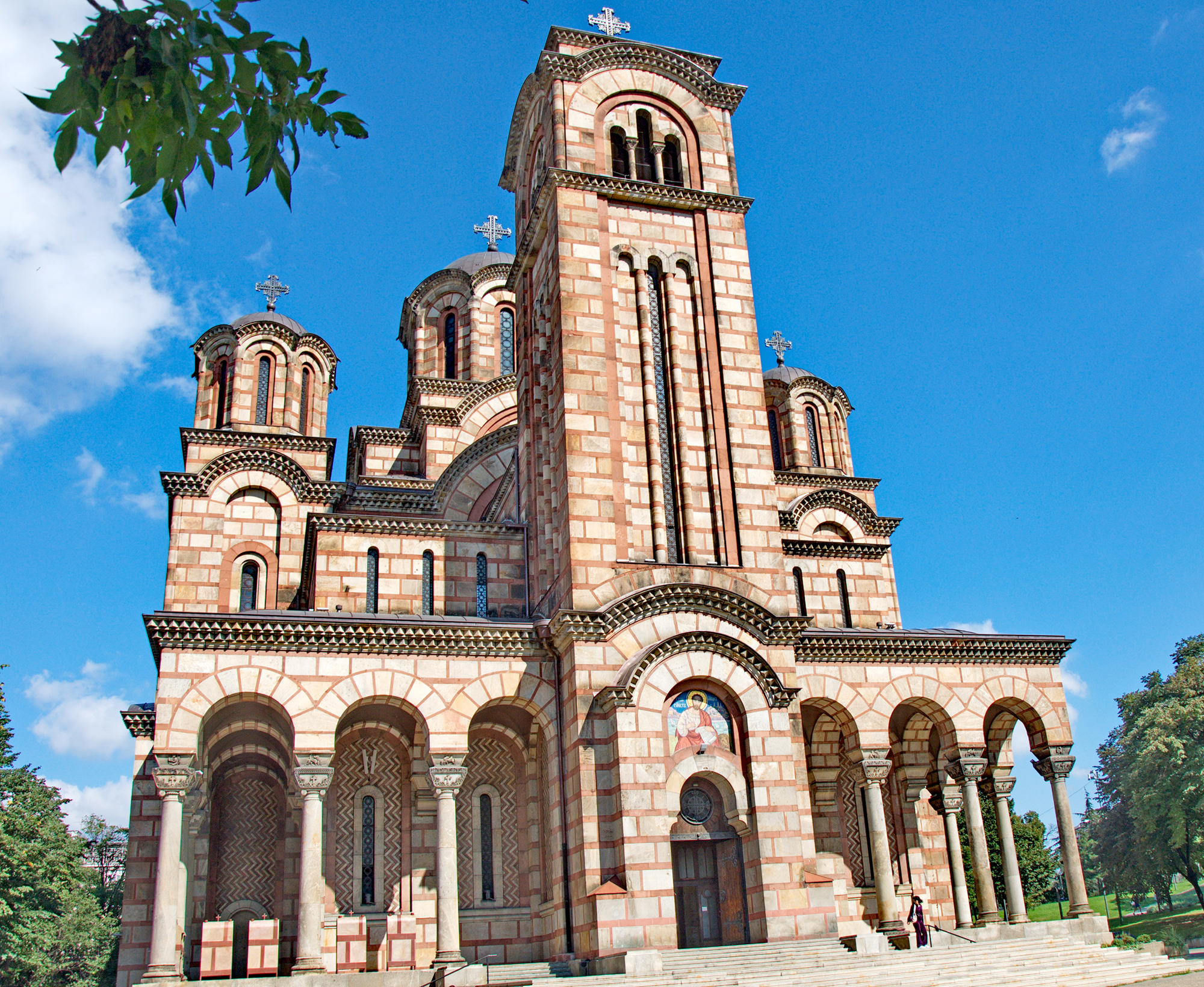
La façade principale de l'église
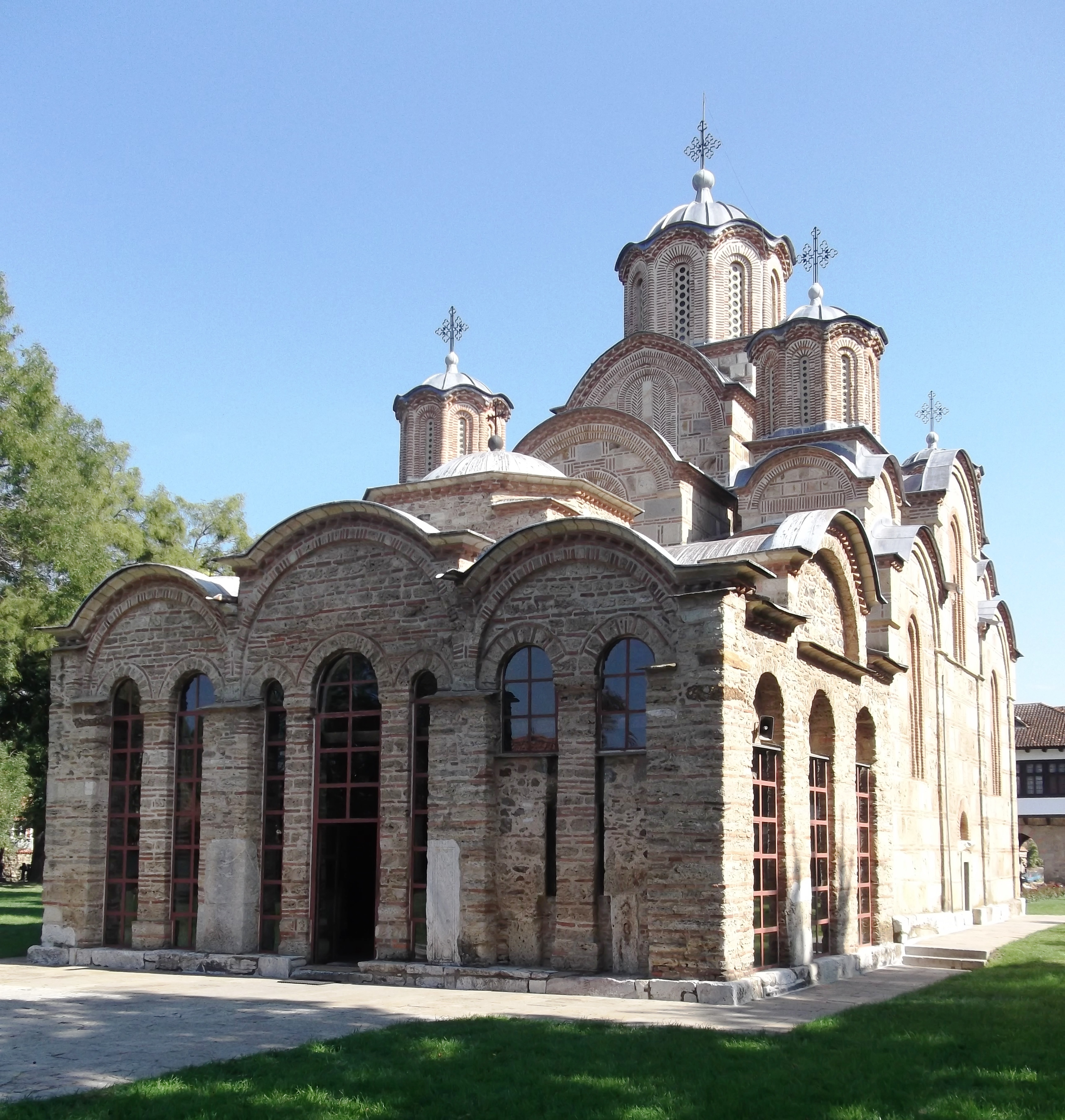
À titre de comparaison : la façade de l'église du monastère de Gračanica

## Décoration
En avril 2023, la décoration intérieure n'est pas  achevée. Toutefois, les quelques représentations que l'on peut admirer sur les murs sont de magnifiques mosaïques de style byzantin. L'iconostase est, elle aussi, faite de mosaïques.

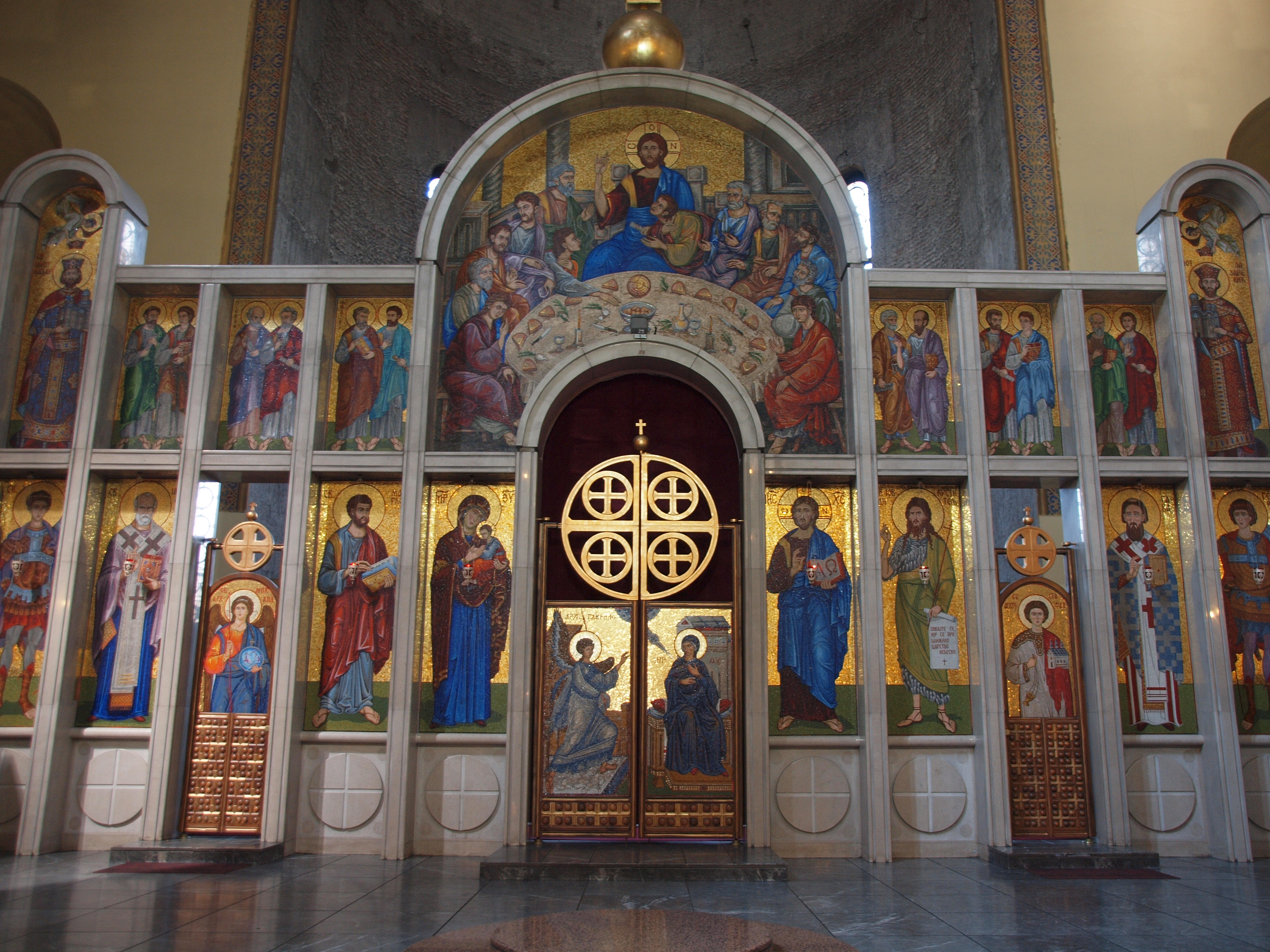
L'iconostase de l'église

## Crypte et trésor
L'église abrite un sarcophage contenant les reliques de l'empereur serbe Stefan Dušan et, dans une crypte en marbre, celles du patriarche German Đorić (1899-1991). L'église Saint-Marc possède également une importante collection d'icônes des XVIIe et XIXe siècles.

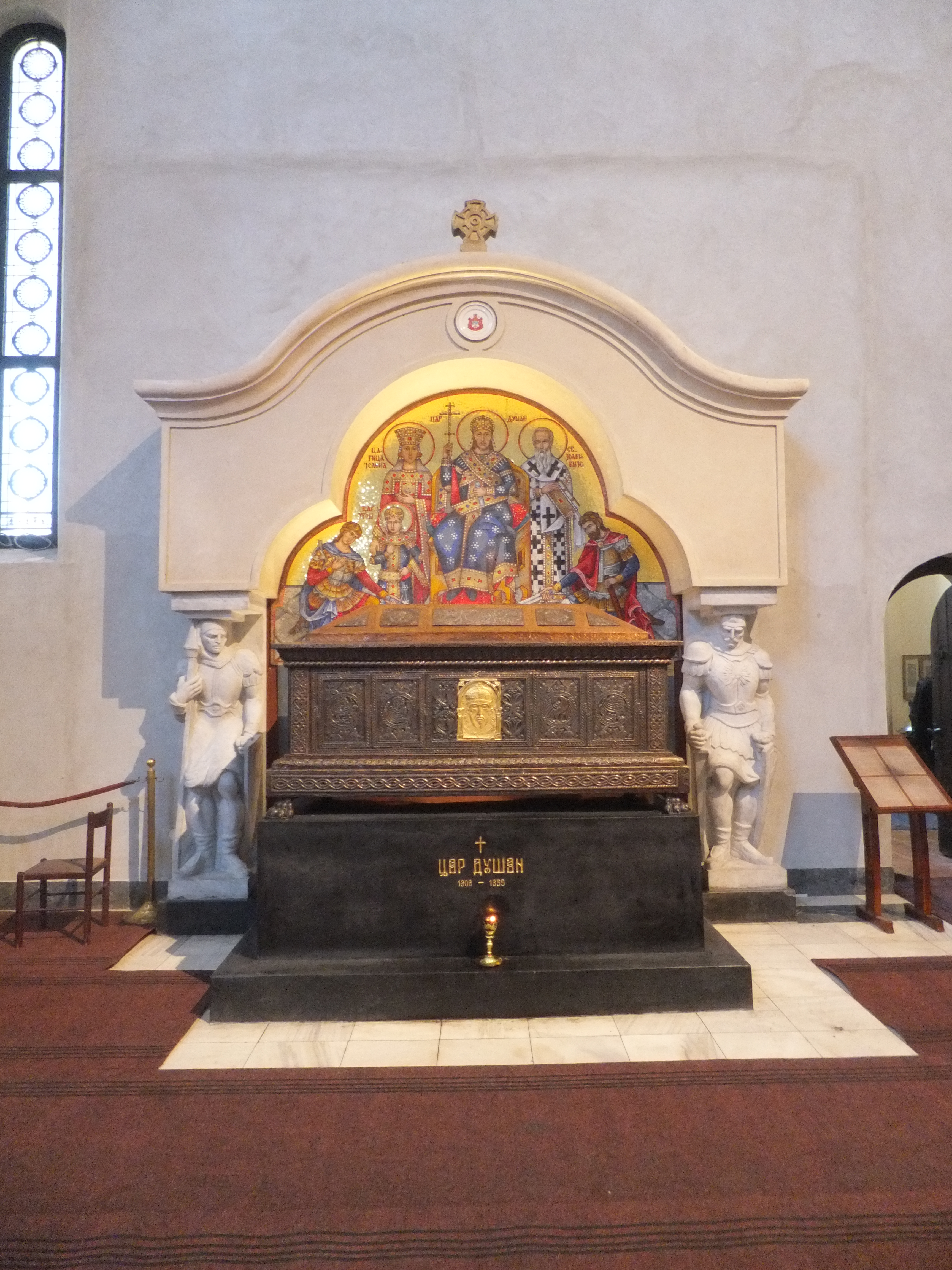
Le sarcophage de l'empereur Stefan Dušan dans l'église Saint-Marc